# أنتويربس هافنبيجل 2015
أنتويربس هافنبيجل 2015 (بالهولندية: Antwerpse Havenpijl 2015 )‏ هو سباق دراجات هوائية، وهو الموسم رقم 24 من نفس السباق، وأقيم في 9 أغسطس 2015، وامتدّ لمسافة 183 كيلومتر، وهو أحد سباقات طواف أوروبا للدراجات 2015، وهو من نوع سباق يوم واحد وهو من نوع سباق الدراجات، وقد شارك في السباق 180 متسابقاً، ووصل إلى نهايته 146 متسابقاً.
فاز فيه بالمركز الأول Aidis Kruopis ‏، وبالمركز الثاني Stan Godrie ‏، وبالمركز الثالث Gerry Druyts ‏.

## الفرق
| فريق قاري محترف- سبورت فلاندرين بالويس 2015 ‏ فرق قارية (16)- Team3M ‏ - An Post–Chain Reaction ‏ - CCT p/b Champion System ‏ - Team Metalced ‏ - سوبرانو هام ايزوريكس ‏ - Bingoal WB Devo Team ‏ - Team Differdange–Geba ‏ - Destil–Parkhotel Valkenburg ‏ - Leopard TOGT Pro Cycling ‏ - ميتك-تي كي إتش مانتيل 2015 ‏ - Rabobank Development Team ‏ - بوديسول يوروميليونز بول كونتيننتال والون 2015 ‏ - Pauwels Sauzen–Vastgoedservice ‏ - Veranclassic–Ago ‏ - فيرانداس ويلمز 2015 ‏ - بنجوال باوليز ساوكس دبليو بي ‏ فرق أندية الدراجات (11)- Asfra Racing Team ‏ - Baguet-MIBA Poorten-Indulek 2015 ‏ - BCV Works-Soenens ‏ - EFC-Etixx ‏ - Lotto–Dstny Development Team ‏ - Ottignies-Perwez ‏ - Profel United ‏ - Urbano–Vulsteke Cycling Team ‏ - Royal Antwerp BC ‏ - Van Der Vurst-Hiko ‏ - VL Technics-Experza-Abutriek ‏ |  |
| |  |

## وصلات خارجية
- الموقع الرسمي